# Blanc de Moming
Pour les articles homonymes, voir Moming (homonymie).
Le Blanc de Moming est un sommet des Alpes valaisannes, en Suisse, situé dans le canton du Valais, qui culmine à 3 661 m d'altitude.

## Toponymie
« Moming » vient de Mons Medianus entre le glacier de Zinal et le glacier de Moming. « Blanc » (ou blyan en patois) fait référence à son caractère glaciaire.

## Géographie

### Situation
Le Blanc de Moming est situé au fond du val d'Anniviers sur un chaînon qui démarre du Besso (3 668 mètres) et qui aboutit via l'arête du Blanc à son grand voisin, le Zinalrothorn.
Le Blanc de Moming présente deux sommets à dominante glaciaire. Le sommet septentrional (3 661 m) est en général plutôt rocheux et le Dôme glaciaire (3 657 mètres) au sud-est est légèrement moins élevé. Il domine le glacier de Moming à l'est et le glacier de Zinal à l'ouest. Il est entouré par les imposants sommets de la « couronne impériale » constituée du nord au sud du Weisshorn (4 506 m), du Zinalrothorn (4 222 m), de l'Ober Gabelhorn (4 064 m), de la dent Blanche (4 358 m),.

### Géologie
Comme les autres grands sommets du val d'Anniviers (Grand Cornier, dent Blanche, Zinalrothorn, Weisshorn, Bishorn, les Diablons, etc.), le Blanc de Moming est constitué de gneiss d'Arolla ayant l'aspect d'un granite plus ou moins schisteux de couleur vert tendre.

## Premières ascensions
- 1886 : arête nord-ouest le 28 juillet par Henry Seymour King et les guides de Saas-Fee Aloys Anthamatten et Ambros Supersaxo[2].
- 1955 : face nord le 4 août par Adrien Voillat et Rose Voillat[2].
- 1956 : versant est le 26 juillet par Gilberte Brandt, Maurice Brandt, Adrien Voillat et Rose Voillat[2].
- 1974 : face sud-sud-est le 17 juillet par Daniel Heymans et J.-P. Mariotte[2].

## Alpinisme
- Arête nord-ouest : AD. La traversée du Blanc de Moming se fait en général en prolongement de l'ascension du Besso[6].
- Face nord : D.
- Versant est : PD.
- Arête est : F.
- Face sud-sud-est : AD.

## Accès
- Cabane du Grand Mountet (2 886 m).
- Cabane d'Arpitettaz (2 786 m).